# Anampses viridis
 Anampses viridis és una espècie de peix de la família dels làbrids i de l'ordre dels perciformes.

## Morfologia
Els mascles poden assolir els 27,9 cm de longitud total.

## Distribució geogràfica
Es troba a Maurici.